# A Rianxeira

A Rianxeira est un chant populaire et un hymne de Galice, devenu symbole de son identité culturelle.
Le texte trouve son origine dans la musique traditionnelle galicienne du XIXe siècle et les chants d'accompagnement lors des processions d'adoration à la vierge de Guadeloupe à Rianxo.
Ce sont pourtant des musiciens originaires de Rianxo (rianxeiro/a en est le patronyme, en galicien) et émigrés en Argentine et Cuba qui vont populariser une version de A Rianxeira à partir de 1947. Ultérieurement, dans les années 1950, d'autres musiciens vont réaliser l'orchestration qui aura enfin l'acceptation populaire moderne, grâce à sa diffusion par la radio.
Son texte n'est pas religieux, mais il évoque par l'intermédiaire de la Vierge, la figure plus générale de la femme travailleuse de la mer de Galice.
De nos jours, A Rianxeira est chantée comme un hymne à l'occasion par exemple, des rencontres de football des équipes de Galice, plus précisément le Celta de Vigo, le CD Ourense et le Racing de Ferrol.
Texte en galicien :
A virxe de Guadalupe
cando vai pola riveira,
descalciña pola area
parece unha rianxeira. (bis)
Refrain
Ondiñas veñen
ondiñas veñen e van
non te embarques rianxeira
que te vás a marear. (bis)
A virxe de Guadalupe
cando veu para Rianxo,
a barquiña que atrouxo
era de pau de laranxo. (bis)
A virxe de Guadalupe
quen a fixo moreniña,
foi un raiño de sol
que entrou pola ventaniña. (bis)
Traduction :
La Vierge de Guadeloupe,
en se promenant au bord de la mer
pieds nus dans le sable,
on dirait d'elle une rianxeira
Refrain :
Les vagues vont
Les vagues vont et s'en vont
ne t'embarque pas, rianxeira
ou tu auras le mal de mer.
La vierge de Guadeloupe
quand elle est venue à Rianxo,
elle est arrivée dans une petite barque
faite en bois d'oranger.
La vierge de Guadeloupe,
ce qui la fit bronzer
fut un petit rayon de soleil
rentré par la fenêtre.